# Юдзава (Акіта)

39°09′ пн. ш. 140°29′ сх. д. / 39.150° пн. ш. 140.483° сх. д.
Юдза́ва (яп. 湯沢市, ゆざわし, МФА: [jud͡zawa ɕi̥]) — місто в Японії, в префектурі Акіта.

## Короткі відомості
Розташоване в південній частині префектури, у западині Йокоте. Виникло на основі призамкового містечка раннього нового часу, яким володів самурайський рід Сатаке. Отримало статус міста 31 березня 1954 року. Основою економіки є рисівництво, броварництво, виробництво складних меблів. Завдяки місцевій цілющій воді та саке, яке виготовляють з неї, місто називають «морем Тохоку». Станом на 1 жовтня 2007 площа міста становила 790,72 км². Станом на 1 липня 2008 населення міста становило 53 137 осіб.